# Shaun Donovan
Pour les articles homonymes, voir Donovan.
Shaun Donovan, né le 24 janvier 1966 à New York, est un architecte et homme politique américain. Membre du Parti démocrate, il est secrétaire au Logement et au Développement urbain entre 2009 et 2014 dans le gouvernement du président Barack Obama puis directeur du Bureau de la gestion et du budget.

## Biographie
Shaun Donovan a fréquenté la Dalton School de New York. Il est diplômé de l'université Harvard, d'une part comme titulaire d'une maîtrise en administration publique de la John F. Kennedy School of Government et d'autre part, d'un diplôme en architecture de la Graduate School of Design.
Sous le gouvernement Clinton, il est collaborateur du secrétaire adjoint à l'Habitat multifamilial du département du Logement. En 2004, il devient commissaire au logement pour la préservation et le développement de l'habitat de la ville de New York.
En 2008, il travaille dans l'équipe de campagne de Barack Obama pour l'élection présidentielle. Après la victoire de ce dernier, il est choisi comme secrétaire au Logement dans son cabinet. Il est confirmé dans ce rôle par le Sénat le 22 janvier 2009 et prend ses fonctions le 26 janvier. 
Il est choisi pour être le survivant désigné lors du discours sur l'état de l'Union de Barack Obama, le 27 janvier 2010. Toutefois, la secrétaire d'État Hillary Clinton, mieux placée dans l'ordre de succession présidentielle, est en déplacement à l'étranger au moment du discours, faisant d'elle la survivante désignée de facto.
Le 23 mai 2014, il est nommé comme directeur du Bureau de la gestion et du budget. Il est confirmé par le Sénat dans ses fonctions le 10 juillet, par un vote de 75 contre 22.
À l'automne 2016, il envisage de se présenter à l'élection du maire de New York de 2017 contre le démocrate sortant Bill de Blasio. Il renonce finalement à candidater.
En février 2020, il remplit les démarches administratives pour se présenter à l'élection municipale de 2021 pour succéder à Bill de Blasio, qui ne peut briguer un troisième mandat, faisant de lui le premier candidat à briguer l'investiture démocrate. Il lance formellement sa campagne en décembre. Avec 2,5 % des suffrages, il ne termine toutefois qu'en huitième position de la primaire démocrate remportée par Eric Adams.